# مرض بادجيت
داء باجيت العظمي (يُشتَهر بداء باجيت، أمّا تاريخيًا فيُعرف بالتهاب العَظْم المشوّه) هو حالة طبيّة ينتج عنها إعادة تشكيل خلويّ، وتشوّه لواحد أو أكثر من العظام. وتُبدي العظام المُصابة، على المستوى المجهري، علامات التجدد العظمي غير المنتظم، لا سيّما في حال التهدم البليغ للعظام، المتبوع بتشكّل عظمي جديد غير منتظم. تؤدي هذه التغيّرات البنيويّة إلى إضعاف العظم، ما يمكن أن يؤدي إلى تشوّه المفاصل المصاحبة له أو إصابتها بالآلام أو الكسر أو الالتهاب.
تشير النظريات الأوّلية إلى دور العوامل الوراثية والمكتسبة، إلا أن المُسبِّب الرئيس لهذا المرض غير معروف بعد. يمكن أن يُصيب داء باجيت عظمًا منفردًا أو عظامًا عدّة من الجسم، والعظام الأكثر إصابةً عظام الحوض والساق (الظنبوب) والفخذ والفقرات القطنية والجمجمة، ولا يمكن أن يصيب الهيكل العظمي بأكمله، ولا ينتقل من عظم إلى آخر، ونادرًا ما تتحول العظام المصابة إلى سرطان عظمي خبيث.
يؤثر المرض على الأشخاص بصور مختلفة، لذا يمكن أن يختلف علاجه من حالة إلى أُخرى. على الرغم من عدم وجود علاج شافي لهذا المرض، يمكن لبعض الأدوية (مثل بيسفوسفونات وكالسيتونين) أن تساعد في السيطرة على المرض وتقليل الألم والأعراض الأخرى. وغالبًا ما تنجح الأدوية في السيطرة على المرض، لا سيّما عندما تُعطى قبل حدوث المضاعفات. يصيب مرض باجيت قُرابة 1.5 إلى 8 بالمئة من الناس، وهو أكثر شيوعًا عند المنحدرين من أصل بريطاني. يُشخص في المقام الأول عند كبار السن، وهو نادر عند الأشخاص الذين تقل أعمارهم عن 55 عامًا. الرجال أكثر عرضة للإصابة من النساء بنسبة (3:2). وتعود تسمية المرض إلى الجراح الإنجليزي السير جيمس باجيت الذي وصفه في العام 1877.

## العلامات والأعراض

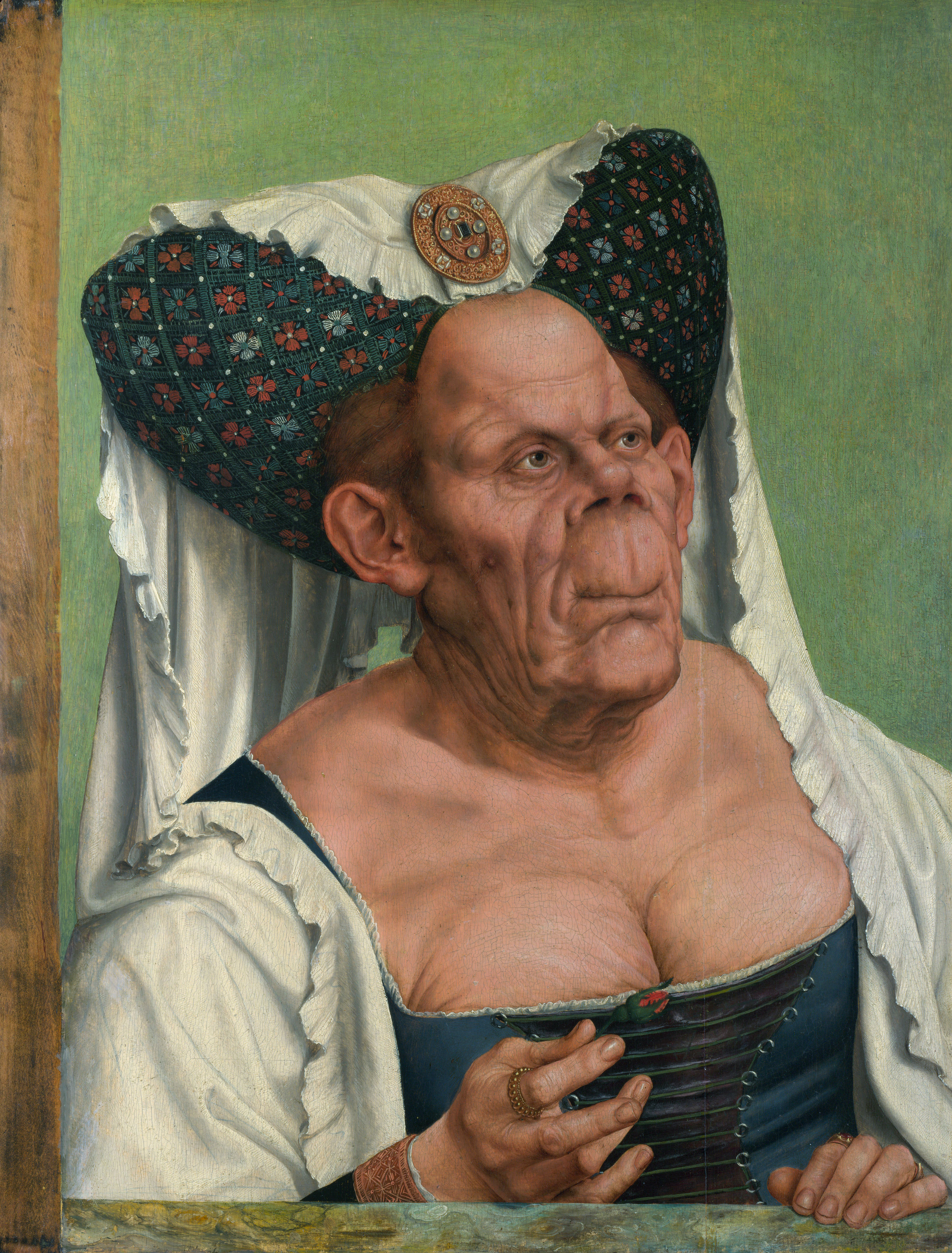
اِمرأة عَجُوز بَشِعَة بورترية بريشة الفنان الفلمنكي كوينتين ماتسيس حوالي عام 1513. يصور العمل امرأة عجوز ربما عانت من مرض باجيت. مجموعة المعرض الوطني في لندن.

الحالات الخفيفة والمبكرة من داء باجيت غير عرضية، لذا تُشخص الإصابة عند معظم المصابين صدفةً أثناء التقييم الطبي لمشكلة أخرى. في حين تظهر على قُرابة 35% من مرضى باجيت أعراضٌ متعلقة بالمرض عند تشخيصهم للمرة الأولى. وبشكل عام، أكثر الأعراض شيوعًا  الألم العظمي. ويمكن أن يتأخر تشخيص المرض بسبب تشابه أعراضه مع أعراض أمراض أخرى.
يُلاحظ داء باجيت في المقام الأول من خلال التشوّه المتزايد في العظام.
قد يسبّب داء باجيت الذي يصيب الجمجمة بروزًا في العظم الجبهي وتزايدًا في قياس القبعة وصداعًا. ويصاب المرضى عادةً بفقدان السمع في إحدى الأذنين أو كلتيهما، وذلك بسبب تضيُّق الفتحة السمعية، بالإضافة إلى انضغاط الأعصاب في الأذن الداخلية، وفي حالات نادرة تؤدي إصابة الجمجمة إلى انضغاط الأعصاب التي تغذي العين، ما يؤدي إلى فقدان الرؤية.

### الحالات المصاحبة
يعد مرض باجيت مكونًا مألوفًا في الاعتلال البروتيني متعدد الأجهزة، يمكن أن يؤدي داء باجيت في مراحله المتقدمة إلى حالات مرضية أُخرى، منها:
الفُصال العظمي (التهاب المفصل التنكسي): ينتج عن التبدلات في شكل العظام التي تُغيّر من الآليات الهيكلية الطبيعية. فمثلًا، يمكن أن يؤدي انحناء عظم الفخذ المُصاب بداء باجيت إلى تشوّه التناسق الكلّي للساق، ما يضع الرُكبة تحت ضغط قوى ميكانيكية غير طبيعية، ويُسرّع من التآكل التنكسي.
قصور القلب نتيجة نادرة للإصابة بداء باجيت، ويقتصر على حالات الإصابة العظمية الشديدة (أي عند تأذي أكثر من 40% من الهيكل العظمي). في هذه الحالة، يُجبر القلب على ضخ الدم بقوة أكبر إلى المناطق المتأثرة بالمرض، لأن التشكل العظمي الجديد يترافق بالتوعية الحديثة الشاذة.
تكون حصى الكلى أكثر شيوعًا عند المصابين بداء باجيت.
يمكن أن تحدث مشاكل في الجهاز العصبي نتيجة للضغط الذي يسببه تضخم العظم على الدماغ والنخاع الشوكي والأعصاب، وانخفاض تدفق الدم إليها.
عندما يصيب داء باجيت عظام الوجه، يمكن أن تصبح الأسنان ضعيفة، ويحدث اضطراب في المضغ، ويمكن أن تؤدي مشاكل الأسنان المزمنة إلى التهاب عظم الفك.
تحدث الأتلام الوعائية ربما نتيجةً لتكلس الكولاجين أو ترسب مرضي آخر.
تُصاب الأعضاء التناسلية الأنثوية بتقرّح المهبل المصاحب لداء باجيت.
ومن الضروري التنويه إلى أن داء باجيت لا يرتبط بهشاشة العظام، يمكن أن يحدث داء باجيت وهشاشة العظام عند الشخص نفسه، إلا أنهما مرضان مختلفان، ومع كل الاختلافات الجليّة بينهما، تُطبّق علاجات متعددة مستخدمة في داء باجيت، لعلاج هشاشة العظام.

## المسببات

### فيروسية
يمكن أن ينتج داء باجيت عن عدوى فيروسية بطيئة (فيروسات مخاطانية) تبقى لسنوات عدة قبل ظهور الأعراض. الأنواع الفيروسية المرتبطة بداء باجيت هي الفيروس التنفسي المخلوي وفيروس سل الكلاب وفيروس الحصبة، غير أن الدراسات الحديثة تلقي بعض الشكوك حول ارتباط المرض بفيروس الحصبة. دون أن نغفل دور التلوث المخبري في نتائج الدراسات السابقة التي ربطت داء باجيت بتلك الفيروسات.

### وراثية
يوجد عامل وراثي في تطور داء باجيت العظمي. يرتبط الجين SQSTM1 والجين RANK بالإضافة إلى مناطق محددة من الصبغيَين 5 و6 بالإصابة بداء باجيت. في الإصابة ذات الأسباب الورائية، يمكن أن يوجد تاريخ إصابة عائلي ويمكن ألا يوجد.
يملك نحو 40–50% من الأشخاص المُصابين بالشكل الوراثي طفرةً في الجين SQSTM1 الذي يحمل شيفرة البروتين p62 والذي يشارك بدوره بتنظيم عمل الخلايا هادمة العظم. ونحو 10-15% من المصابين بالمرض دون تاريخ إصابة عائلي يحملون طفرة في هذا الجين. يرتبط داء باجيت أيضًا بوجود طفرات في الجين RANK.

## نشوء المرض
ينشأ داء باجيت على أربع مراحل:
- النشاط الهادم للعظم
- النشاط الهادم للعظم والباني للعظم معًا
- النشاط الباني للعظم
- التنكّس الخبيث

## التشخيص
عادةً ما يكون ارتفاع الفوسفاتاز القلويّة في الدم التظاهر السريري الأوّل.
يُشخص داء باجيت عن طريق واحد أو أكثر من الاختبارات التالية:
تظهر العظام المتأذيّة بشكل مميّز على الصورة الشعاعية البسيطة. ويُستَطّب بناءً عليها المسح الهيكلي.
يشير ارتفاع مستويات الفوسفاتاز القلويّة في الدم مترافقًا مع مستويات طبيعيّة من الكالسيوم والفوسفات وناقلة الأمين عند المرضى المسنين إلى وجود داء باجيت.
وجود واسمات تقلّب العظم في البول، مثل بيريدينولين.
ارتفاع مستويات هيدروكسيبرولين في المصل والبول.
يفيد المسح العظمي في تحديد امتداد ونشاط المرض. فإذا أشار المسح إلى وجود داء باجيت، عندها تُجرى صورة شعاعية للعظام المتأثرة لتأكيد التشخيص.

## الوبائيات
يُعدُّ داء باجيت ثاني أكثر أمراض العظام الاستقلابية شيوعًا بعد مرض هشاشة العظام. وبصورة عامة، تناقص انتشار داء باجيت دون معرفة السبب وراء ذلك. يختلف معدل الإصابة بداء باجيت تبعًا للموقع الجغرافي. فيصيب بالدرجة الأولى الأشخاص ذوي الأصول الأوربية، أما ذوو الأصول الإفريقية أو الآسيوية أو الهندية، فهم أقل عرضة للإصابة. غير أن داء باجيت أقل شيوعًا في سويسرا والدول الإسكندنافية منه في بقية أوروبا الغربية. وهو غير شائع بين السكان الأصليين لأمريكا الشمالية والجنوبية وإفريقيا وآسيا والشرق الأوسط. وعندما يصاب فرد من هذه المناطق بداء باجيت، يكون عادةً حاملًا لبعض الأصول الأوروبية.

## روابط خارجية
مرض باجيت